# Liste der Mitglieder des US-Repräsentantenhauses aus Massachusetts

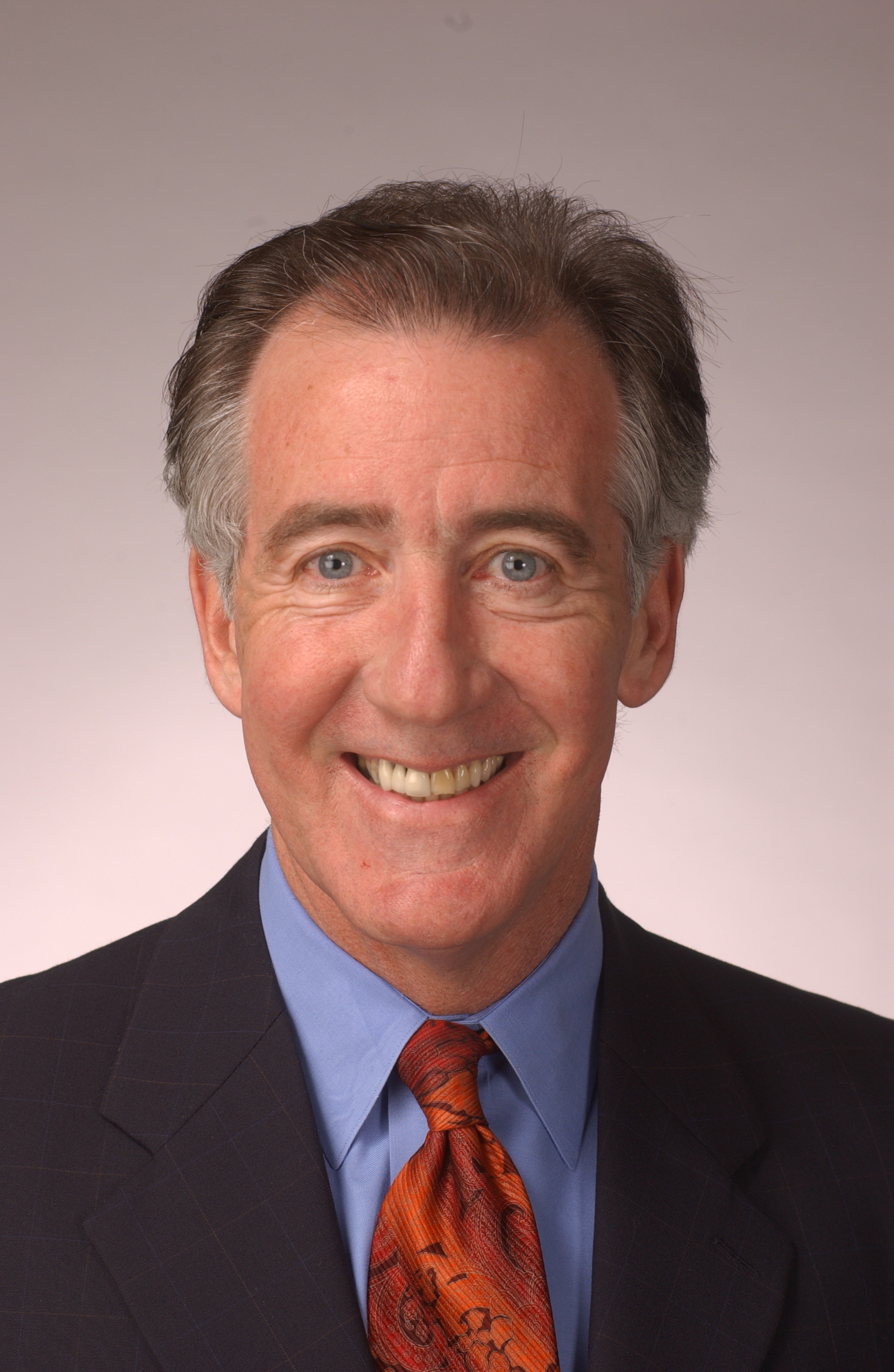
Richard Neal, derzeitiger Vertreter des ersten Kongresswahlbezirks von Massachusetts

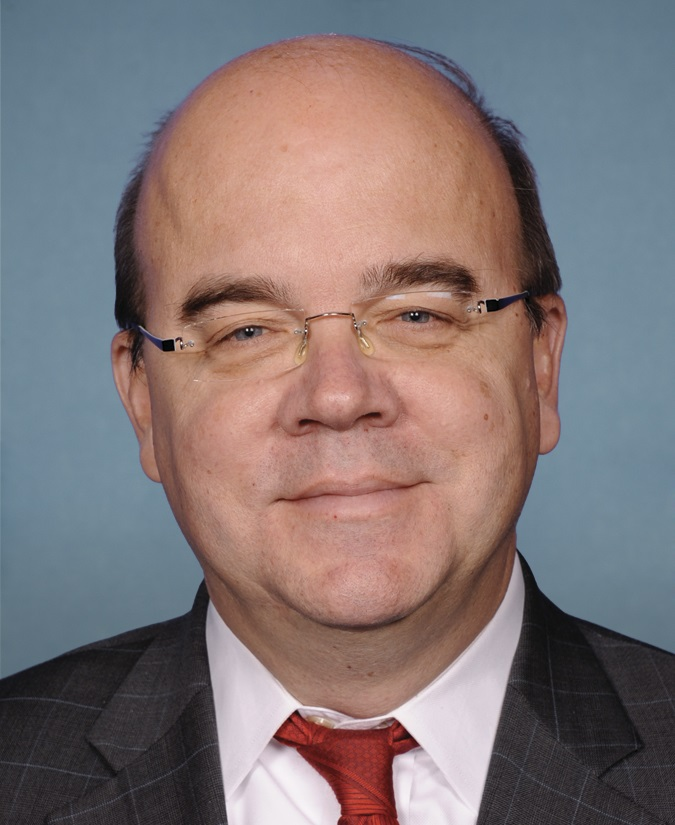
Jim McGovern, derzeitiger Vertreter des zweiten Kongresswahlbezirks von Massachusetts

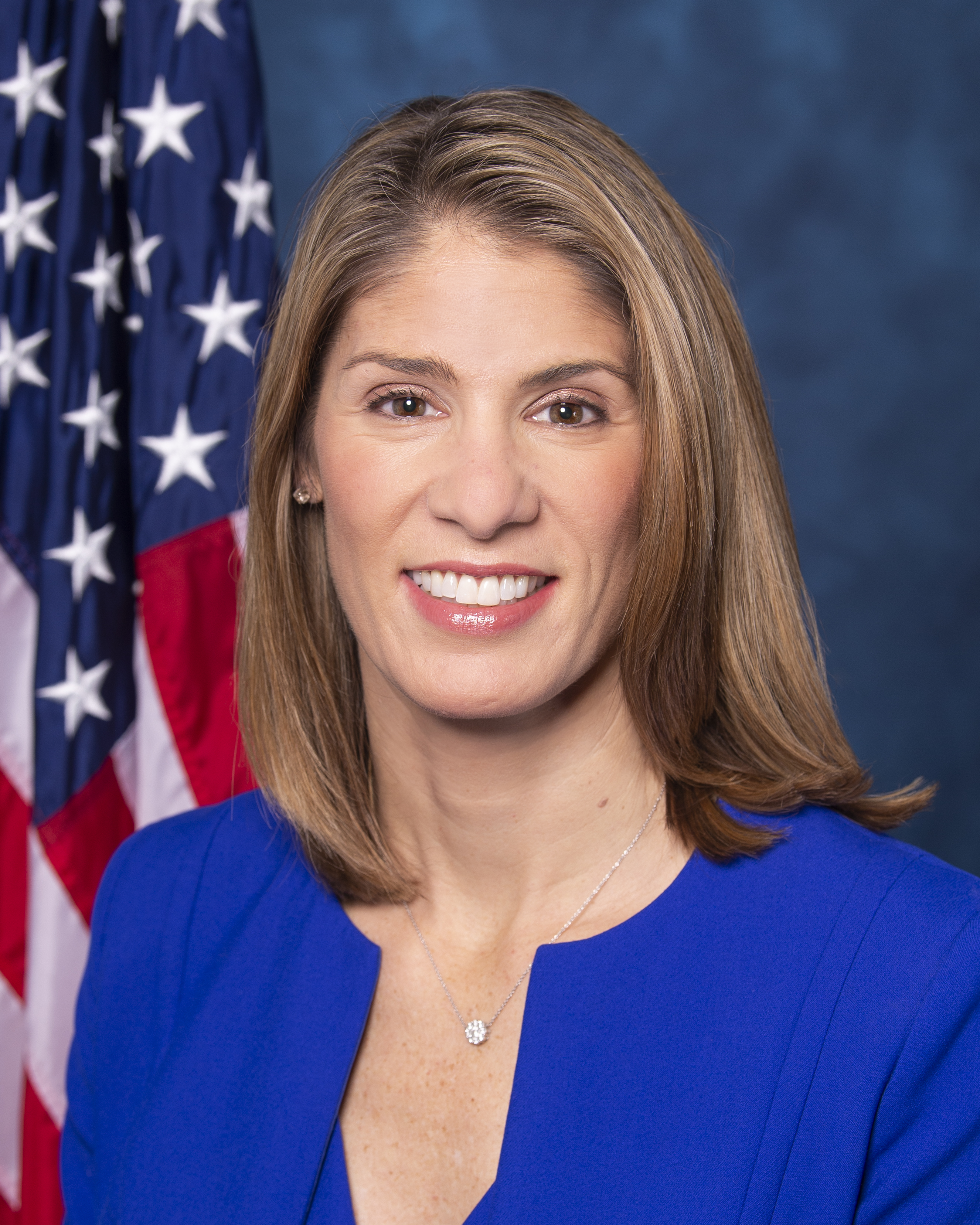
Lori Trahan, derzeitige Vertreterin des dritten Kongresswahlbezirks von Massachusetts

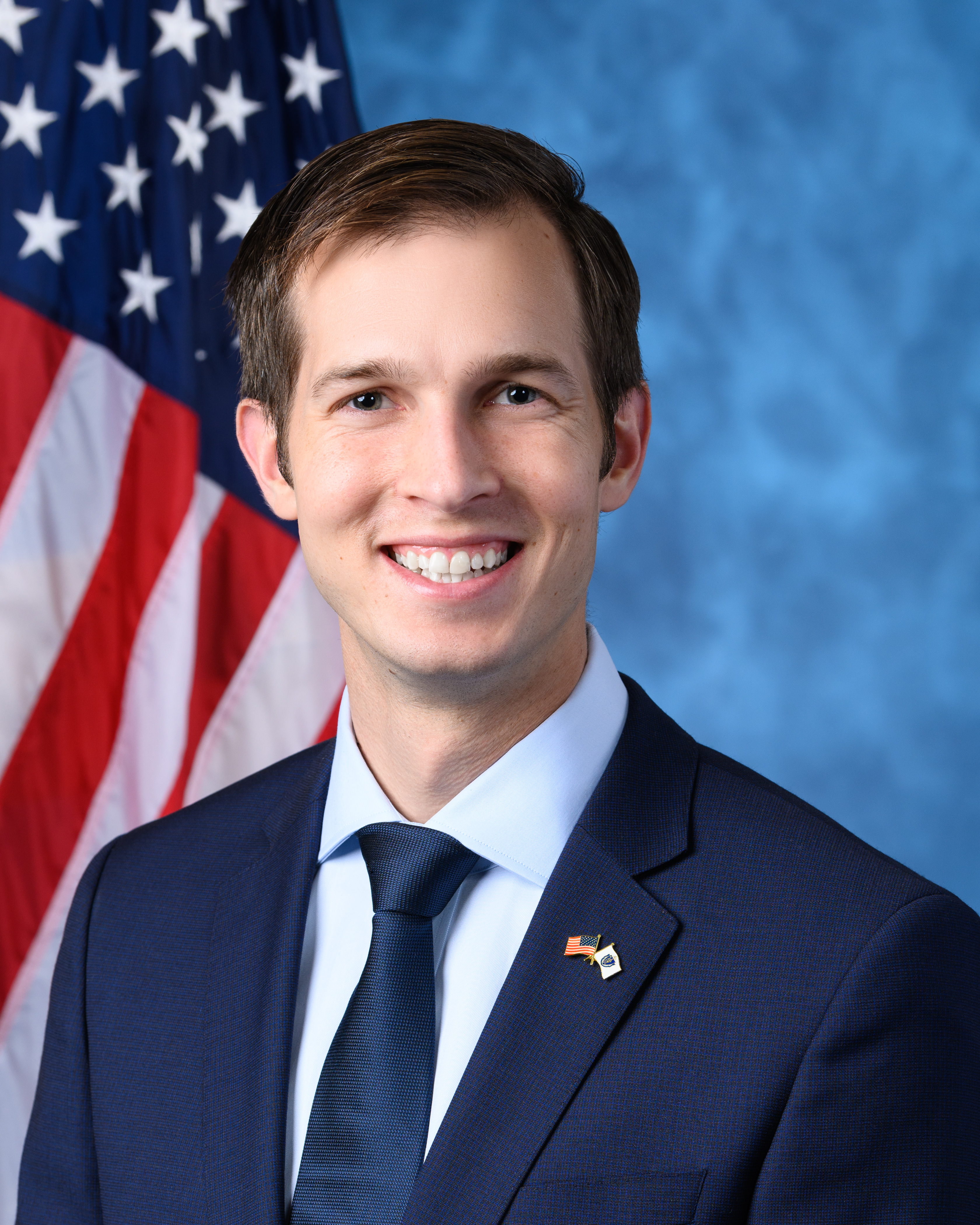
Jake Auchincloss, derzeitiger Vertreter des vierten Kongresswahlbezirks von Massachusetts

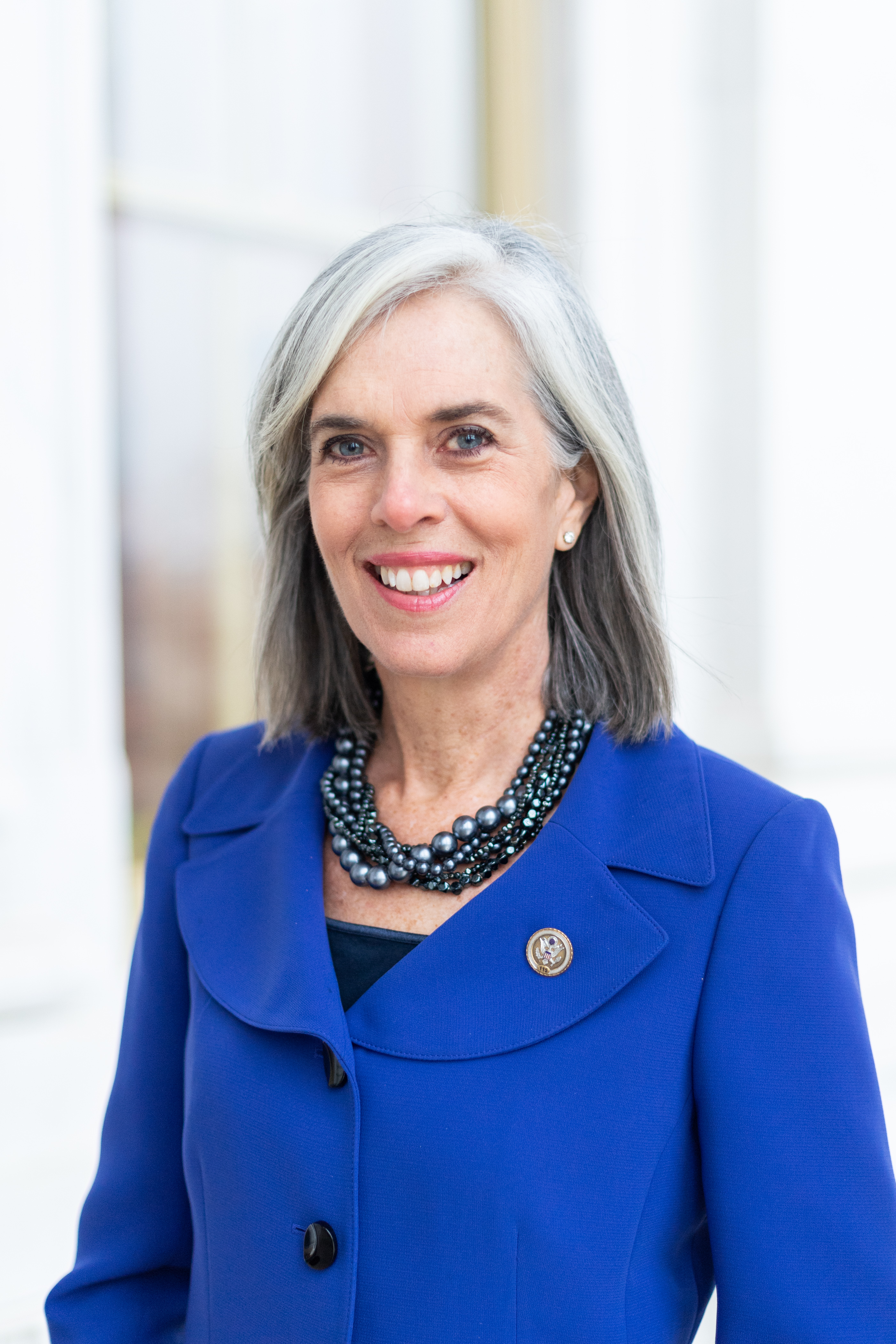
Katherine Clark, derzeitige Vertreterin des fünften Kongresswahlbezirks von Massachusetts

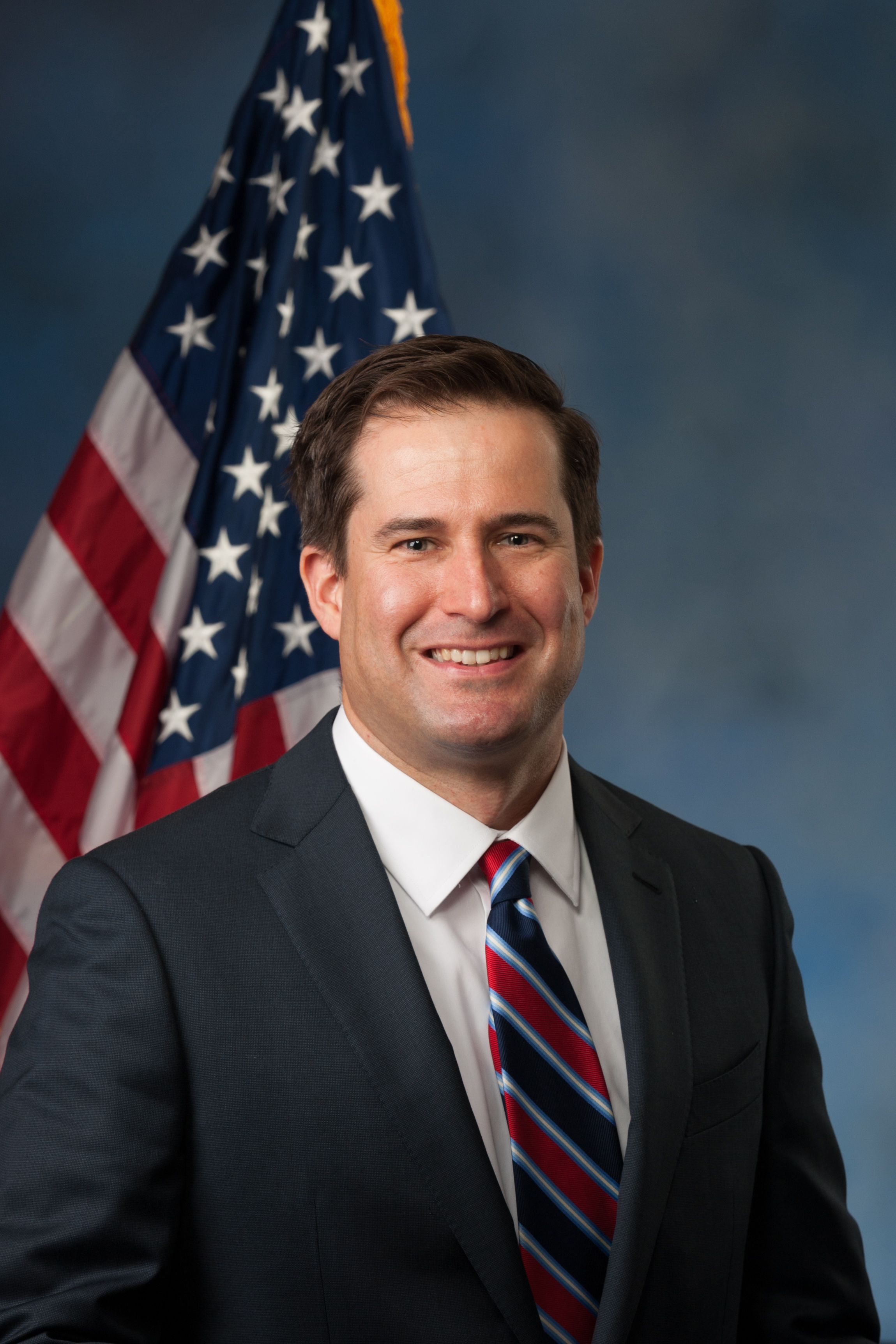
Seth Moulton, derzeitiger Vertreter des sechsten Kongresswahlbezirks von Massachusetts

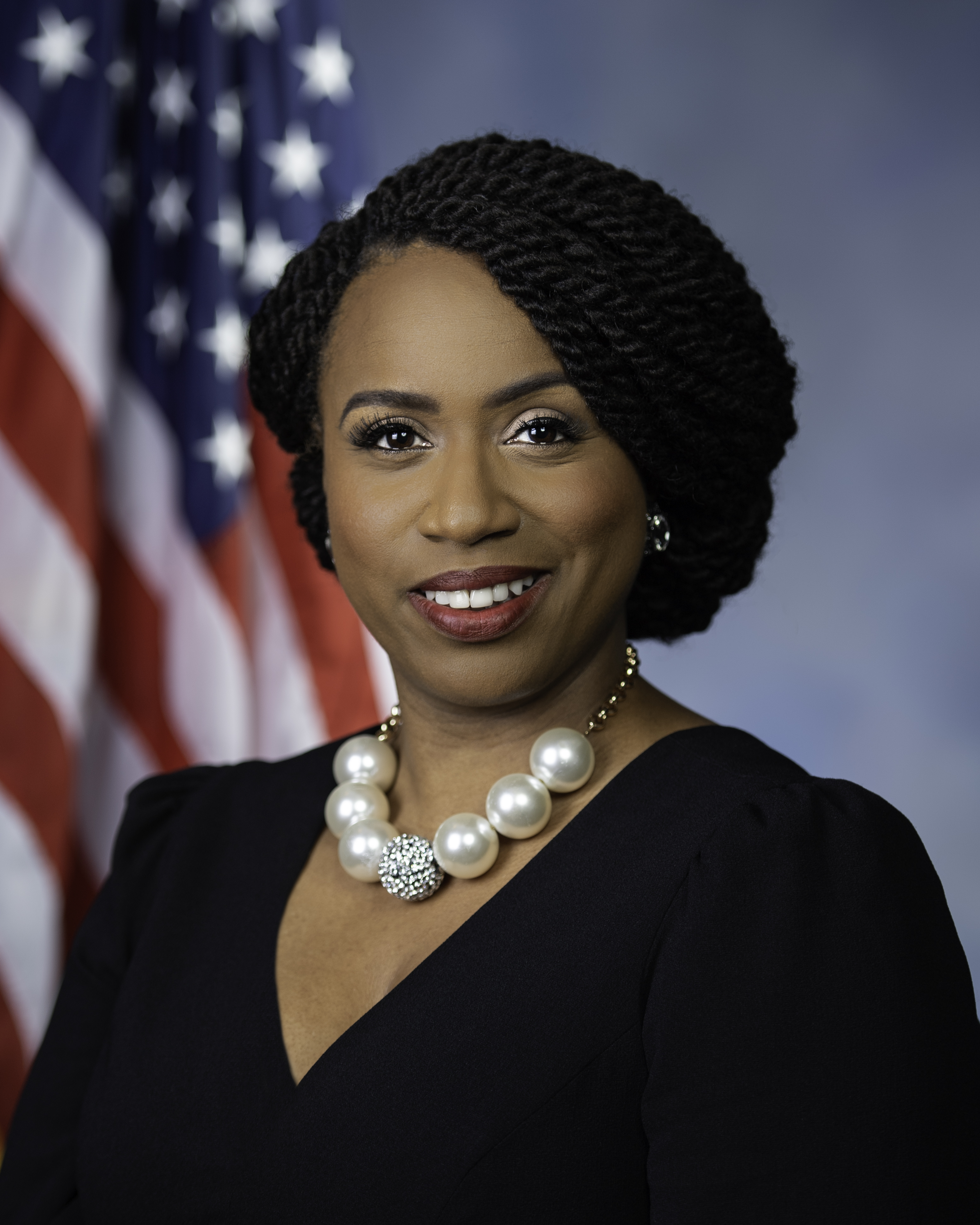
Ayanna Pressley, derzeitige Vertreterin des siebten Kongresswahlbezirks von Massachusetts

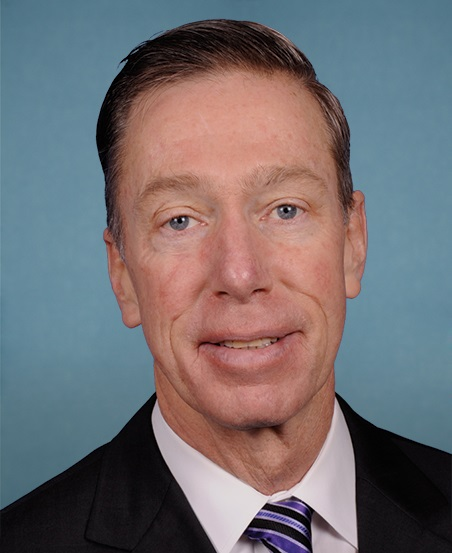
Stephen Lynch, derzeitiger Vertreter des achten Kongresswahlbezirks von Massachusetts

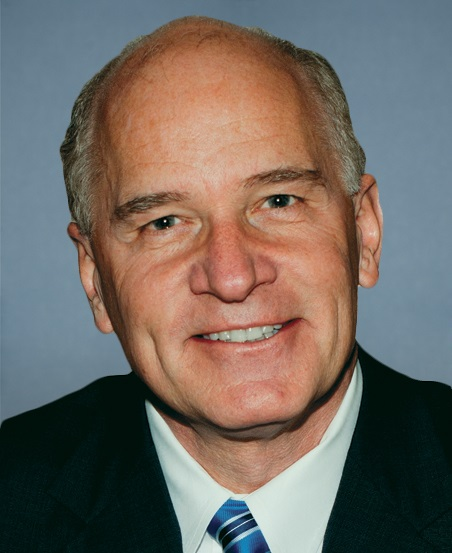
William R. Keating, derzeitiger Vertreter des neunten Kongresswahlbezirks von Massachusetts

Diese Liste führt alle Politiker auf, die seit 1789 für Massachusetts dem Repräsentantenhaus der Vereinigten Staaten angehört haben. Der Neuenglandstaat war im ersten und zweiten Kongress jeweils mit acht Abgeordneten in der zu diesem Zeitpunkt noch in Philadelphia tagenden Parlamentskammer vertreten. Nach diversen Anpassungen, bedingt durch Volkszählungen, stieg deren Zahl bis zum Jahr 1820 auf 20 an, wobei ein Teil davon dem District of Maine zuzuordnen war. Als Maine infolge des Missouri-Kompromisses am 15. März 1820 ein eigenständiger Staat wurde, ging die Zahl der Abgeordneten aus Massachusetts ab der folgenden Legislaturperiode auf 13 zurück. Danach bewegte sie sich stets zwischen zehn und 16, ehe seit 1933 ein stetiger Rückgang eintrat, weshalb heute – neben den beiden Senatoren – nur noch neun Politiker des Staates im Kongress in Washington tätig sind. Seit 1794 ist der Staat in Wahlbezirke aufgeteilt; dies galt auch schon bei den beiden ersten Wahlen. Lediglich im Jahr 1792 kam ein anderes Verfahren zur Anwendung: Damals gab es eine Aufteilung in nur vier Distrikte, wobei der erste und der zweite Distrikt je vier, der dritte zwei und der vierte vier Abgeordnete wählten; ein weiteres Mandat wurde zum einzigen Mal staatsweit („at large“) vergeben.
Mit John Quincy Adams und John F. Kennedy gehörten auch zwei US-Präsidenten für Massachusetts zeitweise dem Repräsentantenhaus an. Dabei war Adams der einzige Präsident, der erst nach seiner Zeit im höchsten Staatsamt in diese Parlamentskammer gewählt wurde.

## 1. Sitz (seit 1789)
| Name                       | Amtszeit                               | Partei                |
| -------------------------- | -------------------------------------- | --------------------- |
| Fisher Ames                | 4. März 1789 – 3. März 1795            | parteilos             |
| Theodore Sedgwick          | 4. März 1795 – 11. Juni 1796           | Föderalist            |
| vakant                     | 11. Juni 1796 – 27. Januar 1797        |                       |
| Thomson Joseph Skinner     | 27. Januar 1797 – 3. März 1799         | Democratic Republican |
| Theodore Sedgwick          | 4. März 1799 – 3. März 1801            | Föderalist            |
| John Bacon                 | 4. März 1801 – 3. März 1803            | Democratic Republican |
| William Eustis             | 4. März 1803 – 3. März 1805            | Democratic Republican |
| Josiah Quincy              | 4. März 1805 – 3. März 1813            | Föderalist            |
| Artemas Ward Jr.           | 4. März 1813 – 3. März 1817            | Föderalist            |
| Jonathan Mason             | 4. März 1817 – 15. Mai 1820            | Föderalist            |
| vakant                     | 15. Mai 1820 – 6. November 1820        |                       |
| Benjamin Gorham            | 6. November 1820 – 3. März 1823        | Democratic Republican |
| Daniel Webster             | 4. März 1823 – 30. Mai 1827            | Föderalist            |
| vakant                     | 30. Mai 1827 – 23. Juli 1827           |                       |
| Benjamin Gorham            | 23. Juli 1827 – 3. März 1831           | Nationalrepublikaner  |
| Nathan Appleton            | 4. März 1831 – 3. März 1833            | Nationalrepublikaner  |
| Benjamin Gorham            | 4. März 1833 – 3. März 1835            | Nationalrepublikaner  |
| Abbott Lawrence            | 4. März 1835 – 3. März 1837            | Nationalrepublikaner  |
| Richard Fletcher           | 4. März 1837 – 3. März 1839            | Whig                  |
| vakant                     | 4. März 1839 – 11. November 1839       |                       |
| Abbott Lawrence            | 11. November 1839 – 18. September 1840 | Whig                  |
| vakant                     | 18. September 1840 – 9. November 1840  |                       |
| Robert Charles Winthrop    | 9. November 1840 – 25. Mai 1842        | Whig                  |
| vakant                     | 25. Mai 1842 – 9. Juni 1842            |                       |
| Nathan Appleton            | 9. Juni 1842 – 28. September 1842      | Whig                  |
| vakant                     | 28. September 1842 – 29. November 1842 |                       |
| Robert Charles Winthrop    | 29. November 1842 – 30. Juli 1850      | Whig                  |
| vakant                     | 30. Juli 1850 – 22. August 1850        |                       |
| Samuel Atkins Eliot        | 22. August 1850 – 3. März 1851         | Whig                  |
| William Appleton           | 4. März 1851 – 3. März 1853            | Whig                  |
| Zeno Scudder               | 4. März 1853 – 4. März 1854            | Whig                  |
| vakant                     | 4. März 1854 – 17. April 1854          |                       |
| Thomas Dawes Eliot         | 17. April 1854 – 3. März 1855          | Whig                  |
| Robert Bernard Hall        | 4. März 1855 – 3. März 1859            | American Party        |
| Thomas Dawes Eliot         | 4. März 1859 – 3. März 1869            | Republikaner          |
| James Buffinton            | 4. März 1869 – 7. März 1875            | Republikaner          |
| vakant                     | 7. März 1875 – 2. November 1875        |                       |
| William Wallace Crapo      | 2. November 1875 – 3. März 1883        | Republikaner          |
| Robert Thompson Davis      | 4. März 1883 – 3. März 1889            | Republikaner          |
| Charles Sturtevant Randall | 4. März 1889 – 3. März 1893            | Republikaner          |
| Ashley Bascom Wright       | 4. März 1893 – 14. August 1897         | Republikaner          |
| vakant                     | 14. August 1897 – 2. November 1897     |                       |
| George Pelton Lawrence     | 2. November 1897 – 3. März 1913        | Republikaner          |
| Allen Towner Treadway      | 4. März 1913 – 3. Januar 1945          | Republikaner          |
| John Walter Heselton       | 3. Januar 1945 – 3. Januar 1959        | Republikaner          |
| Silvio Ottavio Conte       | 3. Januar 1959 – 8. Februar 1991       | Republikaner          |
| vakant                     | 8. Februar 1991 – 18. Juni 1991        |                       |
| John Walter Olver          | 18. Juni 1991 – 3. Januar 2013         | Demokrat              |
| Richard Edmund Neal        | seit 3. Januar 2013                    | Demokrat              |

## 2. Sitz (seit 1789)
| Name                            | Amtszeit                              | Partei                |
| ------------------------------- | ------------------------------------- | --------------------- |
| Benjamin Goodhue                | 4. März 1789 – 4. März 1793           | parteilos             |
| Samuel Dexter                   | 4. März 1793 – 3. März 1795           | parteilos             |
| William Lyman                   | 4. März 1793 – 3. März 1797           | Democratic Republican |
| William Shepard                 | 4. März 1797 – 3. März 1803           | Föderalist            |
| Jacob Crowninshield             | 4. März 1803 – 15. April 1808         | Democratic Republican |
| vakant                          | 15. April 1808 – 23. Mai 1808         |                       |
| Joseph Story                    | 23. Mai 1808 – 3. März 1809           | Democratic Republican |
| Benjamin Pickman                | 4. März 1809 – 3. März 1811           | Föderalist            |
| William Reed                    | 4. März 1811 – 3. März 1815           | Föderalist            |
| Timothy Pickering               | 4. März 1815 – 3. März 1817           | Föderalist            |
| Nathaniel Silsbee               | 4. März 1817 – 3. März 1821           | Föderalist            |
| Gideon Barstow                  | 4. März 1821 – 3. März 1823           | Democratic Republican |
| Benjamin Williams Crowninshield | 4. März 1823 – 3. März 1831           | Nationalrepublikaner  |
| Rufus Choate                    | 4. März 1831 – 30. Juni 1834          | Nationalrepublikaner  |
| vakant                          | 30. Juni 1834 – 1. Dezember 1834      |                       |
| Stephen Clarendon Phillips      | 1. Dezember 1834 – 28. September 1838 | Nationalrepublikaner  |
| vakant                          | 28. September 1838 – 5. Dezember 1838 |                       |
| Leverett Saltonstall            | 5. Dezember 1838 – 3. März 1843       | Whig                  |
| Daniel Putnam King              | 4. März 1843 – 25. Juli 1850          | Whig                  |
| vakant                          | 25. Juli 1850 – 4. März 1851          |                       |
| Robert Rantoul                  | 4. März 1851 – 7. August 1852         | Demokrat              |
| vakant                          | 7. August 1852 – 13. Dezember 1852    |                       |
| Francis Ball Fay                | 13. Dezember 1852 – 3. März 1853      | Whig                  |
| Samuel Leonard Crocker          | 4. März 1853 – 3. März 1855           | Whig                  |
| James Buffinton                 | 4. März 1855 – 3. März 1863           | American Party        |
| Oakes Ames                      | 4. März 1863 – 3. März 1873           | Republikaner          |
| Benjamin Winslow Harris         | 4. März 1873 – 3. März 1883           | Republikaner          |
| John Davis Long                 | 4. März 1883 – 3. März 1889           | Republikaner          |
| Elijah Adams Morse              | 4. März 1889 – 3. März 1893           | Republikaner          |
| Frederick Huntington Gillett    | 4. März 1893 – 3. März 1925           | Republikaner          |
| George Bosworth Churchill       | 4. März 1925 – 1. Juli 1925           | Republikaner          |
| vakant                          | 1. Juli 1925 – 29. September 1925     |                       |
| Henry Leland Bowles             | 29. September 1925 – 3. März 1929     | Republikaner          |
| Will Kirk Kaynor                | 4. März 1929 – 20. Dezember 1929      | Republikaner          |
| vakant                          | 20. Dezember 1929 – 11. Februar 1930  |                       |
| William Joseph Granfield        | 11. Februar 1930 – 3. Januar 1937     | Demokrat              |
| Charles Russell Clason          | 3. Januar 1937 – 3. Januar 1949       | Republikaner          |
| John Foster Furcolo             | 3. Januar 1949 – 30. September 1952   | Demokrat              |
| vakant                          | 30. September 1952 – 3. Januar 1953   |                       |
| Edward Patrick Boland           | 3. Januar 1953 – 3. Januar 1989       | Demokrat              |
| Richard Edmund Neal             | 3. Januar 1989 – 3. Januar 2013       | Demokrat              |
| James Patrick McGovern          | seit 3. Januar 2013                   | Demokrat              |

## 3. Sitz (seit 1789)
| Name                      | Amtszeit                              | Partei               |
| ------------------------- | ------------------------------------- | -------------------- |
| Elbridge Thomas Gerry     | 4. März 1789 – 3. März 1793           | parteilos            |
| Benjamin Goodhue          | 4. März 1793 – 3. März 1795           | parteilos            |
| Samuel Lyman              | 4. März 1795 – 6. November 1800       | Föderalist           |
| vakant                    | 6. November 1800 – 2. Februar 1801    |                      |
| Ebenezer Mattoon          | 2. Februar 1801 – 3. März 1803        | Föderalist           |
| Manasseh Cutler           | 4. März 1803 – 3. März 1805           | Föderalist           |
| Jeremiah Nelson           | 4. März 1805 – 3. März 1807           | Föderalist           |
| Edward St. Loe Livermore  | 4. März 1807 – 3. März 1811           | Föderalist           |
| Leonard White             | 4. März 1811 – 3. März 1813           | Föderalist           |
| Timothy Pickering         | 4. März 1813 – 3. März 1815           | Föderalist           |
| Jeremiah Nelson           | 4. März 1815 – 3. März 1825           | Föderalist           |
| John Varnum               | 4. März 1825 – 3. März 1831           | Nationalrepublikaner |
| Jeremiah Nelson           | 4. März 1831 – 3. März 1833           | Nationalrepublikaner |
| Gayton Pickman Osgood     | 4. März 1833 – 3. März 1835           | Demokrat             |
| Caleb Cushing             | 4. März 1835 – 3. März 1843           | Nationalrepublikaner |
| Amos Abbott               | 4. März 1843 – 3. März 1849           | Whig                 |
| James Henry Duncan        | 4. März 1849 – 3. März 1853           | Whig                 |
| John Wiley Edmands        | 4. März 1853 – 3. März 1855           | Whig                 |
| William Shapleigh Damrell | 4. März 1855 – 3. März 1859           | American Party       |
| Charles Francis Adams     | 4. März 1859 – 1. Mai 1861            | Republikaner         |
| vakant                    | 1. Mai 1861 – 11. Juni 1861           |                      |
| Benjamin Franklin Thomas  | 11. Juni 1861 – 3. März 1863          | Unionist             |
| Alexander Hamilton Rice   | 4. März 1863 – 3. März 1867           | Republikaner         |
| Ginery Twichell           | 4. März 1867 – 3. März 1873           | Republikaner         |
| William Whiting I         | 4. März 1873 – 29. Juni 1873          | Republikaner         |
| vakant                    | 29. Juni 1873 – 1. Dezember 1873      |                      |
| Henry Lillie Pierce       | 1. Dezember 1873 – 3. März 1877       | Republikaner         |
| Walbridge Abner Field     | 4. März 1877 – 28. März 1878          | Republikaner         |
| Benjamin Dean             | 28. März 1878 – 3. März 1879          | Demokrat             |
| Walbridge Abner Field     | 4. März 1879 – 3. März 1881           | Republikaner         |
| Ambrose Arnold Ranney     | 4. März 1881 – 3. März 1887           | Republikaner         |
| Leopold Morse             | 4. März 1887 – 3. März 1889           | Demokrat             |
| John Forrester Andrew     | 4. März 1889 – 3. März 1893           | Demokrat             |
| Joseph Henry Walker       | 4. März 1893 – 3. März 1899           | Republikaner         |
| John Randolph Thayer      | 4. März 1899 – 3. März 1905           | Demokrat             |
| Rockwood Hoar             | 4. März 1905 – 1. November 1906       | Republikaner         |
| vakant                    | 1. November 1906 – 18. Dezember 1906  |                      |
| Charles Grenfill Washburn | 18. Dezember 1906 – 3. März 1911      | Republikaner         |
| John Alden Thayer         | 4. März 1911 – 3. März 1913           | Demokrat             |
| William Henry Wilder      | 4. März 1913 – 11. September 1913     | Republikaner         |
| vakant                    | 11. September 1913 – 4. November 1913 |                      |
| Calvin DeWitt Paige       | 4. November 1913 – 3. März 1925       | Republikaner         |
| Frank Herbert Foss        | 4. März 1925 – 3. Januar 1935         | Republikaner         |
| Joseph Edward Casey       | 3. Januar 1935 – 3. Januar 1943       | Demokrat             |
| Philip Joseph Philbin     | 3. Januar 1943 – 3. Januar 1971       | Demokrat             |
| Robert Frederick Drinan   | 3. Januar 1971 – 3. Januar 1973       | Demokrat             |
| Harold Daniel Donohue     | 3. Januar 1973 – 31. Dezember 1974    | Demokrat             |
| vakant                    | 31. Dezember 1974 – 3. Januar 1975    |                      |
| Joseph Daniel Early       | 3. Januar 1975 – 3. Januar 1993       | Demokrat             |
| Peter I. Blute            | 3. Januar 1993 – 3. Januar 1997       | Republikaner         |
| James P. McGovern         | 3. Januar 1997 – 3. Januar 2013       | Demokrat             |
| Nicola Sauvage Tsongas    | 3. Januar 2013 – 3. Januar 2019       | Demokrat             |
| Lori Ann Loureiro Trahan  | seit 3. Januar 2019                   | Demokrat             |

## 4. Sitz (seit 1789)
| Name                        | Amtszeit                               | Partei                |
| --------------------------- | -------------------------------------- | --------------------- |
| Theodore Sedgwick           | 4. März 1789 – 3. März 1793            | parteilos             |
| Samuel Holten               | 4. März 1793 – 3. März 1795            | parteilos             |
| Dwight Foster               | 4. März 1795 – 6. Juni 1800            | Föderalist            |
| vakant                      | 6. Juni 1800 – 15. Dezember 1800       |                       |
| Levi Lincoln                | 15. Dezember 1800 – 5. März 1801       | Democratic Republican |
| vakant                      | 5. März 1801 – 24. August 1801         |                       |
| Seth Hastings               | 24. August 1801 – 3. März 1803         | Föderalist            |
| Joseph Bradley Varnum       | 4. März 1803 – 29. Juni 1811           | Democratic Republican |
| vakant                      | 29. Juni 1811 – 4. November 1811       |                       |
| William Merchant Richardson | 4. November 1811 – 18. April 1814      | Democratic Republican |
| vakant                      | 18. April 1814 – 22. September 1814    |                       |
| Samuel Dana                 | 22. September 1814 – 3. März 1815      | Democratic Republican |
| Asahel Stearns              | 4. März 1815 – 3. März 1817            | Föderalist            |
| Timothy Fuller              | 4. März 1815 – 3. März 1825            | Democratic Republican |
| Edward Everett              | 4. März 1825 – 3. März 1835            | Nationalrepublikaner  |
| Samuel Hoar                 | 4. März 1835 – 3. März 1837            | Nationalrepublikaner  |
| William Parmenter           | 4. März 1837 – 3. März 1845            | Demokrat              |
| Benjamin Thompson           | 4. März 1845 – 3. März 1847            | Whig                  |
| John Gorham Palfrey         | 4. März 1847 – 3. März 1849            | Whig                  |
| vakant                      | 3. März 1849 – 3. März 1851            |                       |
| Benjamin Thompson           | 4. März 1851 – 24. September 1852      | Whig                  |
| vakant                      | 24. September 1852 – 13. Dezember 1852 |                       |
| Lorenzo Sabine              | 13. Dezember 1852 – 3. März 1853       | Whig                  |
| Samuel Hurd Walley          | 4. März 1853 – 3. März 1855            | Whig                  |
| Linus Bacon Comins          | 4. März 1855 – 3. März 1859            | American Party        |
| Alexander Hamilton Rice     | 4. März 1859 – 3. März 1863            | Republikaner          |
| Samuel Hooper               | 4. März 1863 – 14. Februar 1875        | Republikaner          |
| vakant                      | 14. Februar 1875 – 3. März 1875        |                       |
| Rufus Smith Frost           | 4. März 1875 – 28. Juli 1876           | Republikaner          |
| Josiah Gardner Abbott       | 28. Juli 1876 – 3. März 1877           | Demokrat              |
| Leopold Morse               | 4. März 1877 – 3. März 1883            | Demokrat              |
| Patrick Collins             | 4. März 1883 – 3. März 1889            | Demokrat              |
| Joseph Henry O’Neil         | 4. März 1889 – 3. März 1893            | Demokrat              |
| Lewis Dewart Apsley         | 4. März 1893 – 3. März 1897            | Republikaner          |
| George Warren Weymouth      | 4. März 1897 – 3. März 1901            | Republikaner          |
| Charles Quincy Tirrell      | 4. März 1901 – 31. Juli 1910           | Republikaner          |
| vakant                      | 31. Juli 1910 – 8. November 1910       |                       |
| John Joseph Mitchell        | 8. November 1910 – 3. März 1911        | Demokrat              |
| William Henry Wilder        | 4. März 1911 – 3. März 1913            | Republikaner          |
| Samuel Ellsworth Winslow    | 4. März 1913 – 3. März 1925            | Republikaner          |
| George Russell Stobbs       | 4. März 1925 – 3. März 1931            | Republikaner          |
| Pehr Gustaf Holmes          | 4. März 1931 – 3. Januar 1947          | Republikaner          |
| Harold Daniel Donohue       | 3. Januar 1947 – 3. Januar 1973        | Demokrat              |
| Robert Frederick Drinan     | 3. Januar 1973 – 3. Januar 1981        | Demokrat              |
| Barney Frank                | 3. Januar 1981 – 3. Januar 2013        | Demokrat              |
| Joseph Patrick Kennedy III  | 3. Januar 2013 – 3. Januar 2021        | Demokrat              |
| Jacob Daniel Auchincloss    | seit 3. Januar 2021                    | Demokrat              |

## 5. Sitz (seit 1789)
| Name                     | Amtszeit                              | Partei                     |
| ------------------------ | ------------------------------------- | -------------------------- |
| George Partridge         | 4. März 1789 – 14. August 1790        | parteilos                  |
| vakant                   | 14. August 1790 – 3. März 1791        |                            |
| Shearjashub Bourne       | 4. März 1791 – 3. März 1793           | parteilos                  |
| Dwight Foster            | 4. März 1793 – 3. März 1795           | parteilos                  |
| Nathaniel Freeman Jr.    | 4. März 1795 – 3. März 1799           | Föderalist                 |
| Lemuel Williams          | 4. März 1799 – 3. März 1803           | Föderalist                 |
| Thomas Dwight            | 4. März 1803 – 3. März 1805           | Föderalist                 |
| William Ely              | 4. März 1805 – 3. März 1815           | Föderalist                 |
| Elijah Hunt Mills        | 4. März 1815 – 3. März 1819           | Föderalist                 |
| Samuel Lathrop           | 4. März 1819 – 3. März 1823           | Föderalist                 |
| Jonas Sibley             | 4. März 1823 – 3. März 1825           | Democratic Republican      |
| John Davis               | 4. März 1825 – 14. Januar 1834        | Nationalrepublikaner       |
| vakant                   | 14. Januar 1834 – 17. Februar 1834    |                            |
| Levi Lincoln Jr.         | 17. Februar 1834 – 16. März 1841      | Nationalrepublikaner       |
| vakant                   | 16. März 1841 – 3. Mai 1841           |                            |
| Charles Hudson           | 3. Mai 1841 – 3. März 1849            | Whig                       |
| Charles Allen            | 4. März 1849 – 3. März 1853           | Free Soil Party            |
| William Appleton         | 4. März 1853 – 3. März 1855           | Whig                       |
| Anson Burlingame         | 4. März 1855 – 3. März 1861           | American Party             |
| William Appleton         | 4. März 1861 – 27. September 1861     | Constitutional Union Party |
| vakant                   | 27. September 1861 – 2. Dezember 1861 |                            |
| Samuel Hooper            | 2. Dezember 1861 – 3. März 1863       | Republikaner               |
| John Bassett Alley       | 4. März 1863 – 3. März 1867           | Republikaner               |
| Benjamin Franklin Butler | 4. März 1867 – 3. März 1873           | Republikaner               |
| Daniel Wheelwright Gooch | 4. März 1873 – 3. März 1875           | Republikaner               |
| Nathaniel Prentiss Banks | 4. März 1875 – 3. März 1879           | Republikaner               |
| Selwyn Zadock Bowman     | 4. März 1879 – 3. März 1883           | Republikaner               |
| Leopold Morse            | 4. März 1883 – 3. März 1885           | Demokrat                   |
| Edward Daniel Hayden     | 4. März 1885 – 3. März 1889           | Republikaner               |
| Nathaniel Prentiss Banks | 4. März 1889 – 3. März 1891           | Republikaner               |
| Sherman Hoar             | 4. März 1891 – 3. März 1893           | Demokrat                   |
| Moses Tyler Stevens      | 4. März 1893 – 3. März 1895           | Demokrat                   |
| William Shadrach Knox    | 4. März 1895 – 3. März 1903           | Republikaner               |
| Butler Ames              | 4. März 1903 – 3. März 1913           | Republikaner               |
| John Jacob Rogers        | 4. März 1913 – 28. März 1925          | Republikaner               |
| vakant                   | 28. März 1925 – 30. Juni 1925         |                            |
| Edith Nourse Rogers      | 30. Juni 1925 – 10. September 1960    | Republikaner               |
| vakant                   | 10. September 1960 – 3. Januar 1961   |                            |
| F. Bradford Morse        | 3. Januar 1961 – 1. Mai 1972          | Republikaner               |
| vakant                   | 1. Mai 1972 – 3. Januar 1973          |                            |
| Paul William Cronin      | 3. Januar 1973 – 3. Januar 1975       | Republikaner               |
| Paul Efthemios Tsongas   | 3. Januar 1975 – 3. Januar 1979       | Demokrat                   |
| James Michael Shannon    | 3. Januar 1979 – 3. Januar 1985       | Demokrat                   |
| Chester Greenough Atkins | 3. Januar 1985 – 3. Januar 1993       | Demokrat                   |
| Martin Thomas Meehan     | 3. Januar 1993 – 1. Juli 2007         | Demokrat                   |
| vakant                   | 1. Juli 2007 – 18. Oktober 2007       |                            |
| Nicola Sauvage Tsongas   | 18. Oktober 2007 – 3. Januar 2013     | Demokrat                   |
| Edward John Markey       | 3. Januar 2013 – 15. Juli 2013        | Demokrat                   |
| vakant                   | 15. Juli 2013 – 12. Dezember 2013     |                            |
| Katherine Marlea Clark   | seit 12. Dezember 2013                | Demokrat                   |

## 6. Sitz (seit 1789)
| Name                      | Amtszeit                             | Partei                |
| ------------------------- | ------------------------------------ | --------------------- |
| George Thatcher           | 4. März 1789 – 3. März 1791          | parteilos             |
| George Leonard            | 4. März 1791 – 3. März 1793          | parteilos             |
| William Lyman             | 4. März 1793 – 3. März 1795          | parteilos             |
| John Reed Sr.             | 4. März 1795 – 3. März 1801          | Föderalist            |
| Josiah Smith              | 4. März 1801 – 3. März 1803          | Democratic Republican |
| Samuel Taggart            | 4. März 1803 – 3. März 1817          | Föderalist            |
| Samuel Clesson Allen      | 4. März 1817 – 3. März 1823          | Föderalist            |
| John Locke                | 4. März 1823 – 3. März 1829          | Nationalrepublikaner  |
| Joseph Gowing Kendall     | 4. März 1829 – 3. März 1833          | Nationalrepublikaner  |
| George Grennell           | 4. März 1833 – 3. März 1839          | Nationalrepublikaner  |
| James Church Alvord       | 3. Mai 1839 – 27. September 1839     | Whig                  |
| vakant                    | 27. September 1839 – 14. Januar 1840 |                       |
| Osmyn Baker               | 14. Januar 1840 – 3. März 1845       | Whig                  |
| George Ashmun             | 4. März 1845 – 3. März 1851          | Whig                  |
| George Thomas Davis       | 4. März 1851 – 3. März 1853          | Whig                  |
| Charles Wentworth Upham   | 4. März 1853 – 3. März 1855          | Whig                  |
| Timothy Davis             | 4. März 1855 – 3. März 1859          | American Party        |
| John Bassett Alley        | 4. März 1859 – 3. März 1863          | Republikaner          |
| Daniel Wheelwright Gooch  | 4. März 1863 – 1. September 1865     | Republikaner          |
| vakant                    | 1. September 1865 – 4. Dezember 1865 |                       |
| Nathaniel Prentiss Banks  | 4. Dezember 1865 – 3. März 1873      | Republikaner          |
| Benjamin Franklin Butler  | 4. März 1873 – 3. März 1875          | Republikaner          |
| Charles Perkins Thompson  | 4. März 1875 – 3. März 1877          | Demokrat              |
| George Bailey Loring      | 4. März 1877 – 3. März 1881          | Republikaner          |
| Eben Francis Stone        | 4. März 1881 – 3. März 1883          | Republikaner          |
| Henry Bacon Lovering      | 4. März 1883 – 3. März 1887          | Demokrat              |
| Henry Cabot Lodge         | 4. März 1887 – 3. März 1893          | Republikaner          |
| William Cogswell          | 4. März 1893 – 22. Mai 1895          | Republikaner          |
| vakant                    | 22. Mai 1895 – 5. November 1895      |                       |
| William Henry Moody       | 5. November 1895 – 1. Mai 1902       | Republikaner          |
| vakant                    | 1. Mai 1902 – 4. November 1902       |                       |
| Augustus Peabody Gardner  | 4. November 1902 – 15. Mai 1917      | Republikaner          |
| vakant                    | 15. Mai 1917 – 6. November 1917      |                       |
| Willfred Weymouth Lufkin  | 6. November 1917 – 30. Juni 1921     | Republikaner          |
| vakant                    | 30. Juni 1921 – 27. September 1921   |                       |
| Abram Piatt Andrew        | 27. September 1921 – 3. Juni 1936    | Republikaner          |
| vakant                    | 3. Juni 1936 – 3. Januar 1937        |                       |
| George Joseph Bates       | 3. Januar 1937 – 1. November 1949    | Republikaner          |
| vakant                    | 1. November 1949 – 14. Februar 1950  |                       |
| William Henry Bates       | 14. Februar 1950 – 22. Juni 1969     | Republikaner          |
| vakant                    | 22. Juni 1969 – 30. September 1969   |                       |
| Michael Joseph Harrington | 30. September 1969 – 3. Januar 1979  | Demokrat              |
| Nicholas James Mavroules  | 3. Januar 1979 – 3. Januar 1993      | Demokrat              |
| Peter Gerard Torkildsen   | 3. Januar 1993 – 3. Januar 1997      | Republikaner          |
| John F. Tierney           | 3. Januar 1997 – 3. Januar 2015      | Demokrat              |
| Seth Wilbur Moulton       | seit 3. Januar 2015                  | Demokrat              |

## 7. Sitz (seit 1789)
| Name                     | Amtszeit                              | Partei                |
| ------------------------ | ------------------------------------- | --------------------- |
| George Leonard           | 4. März 1789 – 3. März 1791           | parteilos             |
| Artemas Ward             | 4. März 1791 – 3. März 1793           | parteilos             |
| Theodore Sedgwick        | 4. März 1793 – 3. März 1795           | parteilos             |
| George Leonard           | 4. März 1795 – 3. März 1797           | Föderalist            |
| Stephen Bullock          | 4. März 1797 – 3. März 1799           | Föderalist            |
| Phanuel Bishop           | 4. März 1799 – 3. März 1803           | Democratic Republican |
| Nahum Mitchell           | 4. März 1803 – 3. März 1805           | Föderalist            |
| Joseph Barker            | 4. März 1805 – 3. März 1809           | Democratic Republican |
| William Baylies          | 4. März 1809 – 28. Juni 1809          | Föderalist            |
| Charles Turner Jr.       | 28. Juni 1809 – 3. März 1813          | Democratic Republican |
| William Baylies          | 4. März 1813 – 3. März 1815           | Föderalist            |
| John Whitefield Hulbert  | 4. März 1815 – 3. März 1817           | Föderalist            |
| Henry Shaw               | 4. März 1817 – 3. März 1821           | Democratic Republican |
| Henry Williams Dwight    | 4. März 1821 – 3. März 1823           | Föderalist            |
| Samuel Clesson Allen     | 4. März 1823 – 3. März 1829           | Nationalrepublikaner  |
| George Grennell          | 4. März 1829 – 3. März 1833           | Nationalrepublikaner  |
| George Nixon Briggs      | 4. März 1833 – 3. März 1843           | Nationalrepublikaner  |
| Julius Rockwell          | 4. März 1843 – 3. März 1851           | Whig                  |
| John Zacheus Goodrich    | 4. März 1851 – 3. März 1853           | Whig                  |
| Nathaniel Prentiss Banks | 4. März 1853 – 24. Dezember 1857      | Demokrat              |
| vakant                   | 24. Dezember 1857 – 31. Januar 1858   |                       |
| Daniel Wheelwright Gooch | 31. Januar 1858 – 3. März 1863        | Republikaner          |
| George Sewall Boutwell   | 4. März 1863 – 12. März 1869          | Republikaner          |
| vakant                   | 12. März 1869 – 2. November 1869      |                       |
| George Merrick Brooks    | 2. November 1869 – 13. Mai 1872       | Republikaner          |
| Constantine Canaris Esty | 2. Dezember 1872 – 3. März 1873       | Republikaner          |
| Ebenezer Rockwood Hoar   | 4. März 1873 – 3. März 1875           | Republikaner          |
| John Kemble Tarbox       | 4. März 1875 – 3. März 1877           | Demokrat              |
| Benjamin Franklin Butler | 4. März 1877 – 3. März 1879           | Republikaner          |
| William Augustus Russell | 4. März 1879 – 3. März 1883           | Republikaner          |
| Eben Francis Stone       | 4. März 1883 – 3. März 1887           | Republikaner          |
| William Cogswell         | 4. März 1887 – 3. März 1893           | Republikaner          |
| vakant                   | 4. März 1884 – 25. April 1893         |                       |
| William Everett          | 25. April 1893 – 3. März 1895         | Demokrat              |
| William Emerson Barrett  | 4. März 1895 – 3. März 1899           | Republikaner          |
| Ernest William Roberts   | 4. März 1899 – 3. März 1913           | Republikaner          |
| Michael Francis Phelan   | 4. März 1913 – 3. März 1921           | Demokrat              |
| Robert Sarsfield Maloney | 4. März 1921 – 3. März 1923           | Republikaner          |
| William Patrick Connery  | 4. März 1923 – 15. Juni 1937          | Demokrat              |
| vakant                   | 15. Juni 1937 – 28. September 1937    |                       |
| Lawrence Joseph Connery  | 28. September 1937 – 19. Oktober 1941 | Demokrat              |
| vakant                   | 19. Oktober 1941 – 30. Dezember 1941  |                       |
| Thomas Joseph Lane       | 30. Dezember 1941 – 3. Januar 1963    | Demokrat              |
| Torbert Hart Macdonald   | 3. Januar 1963 – 21. Mai 1976         | Demokrat              |
| vakant                   | 21. Mai 1976 – 2. November 1976       |                       |
| Edward John Markey       | 2. November 1976 – 3. Januar 2013     | Demokrat              |
| Michael Everett Capuano  | 3. Januar 2013 – 3. Januar 2019       | Demokrat              |
| Ayanna Soyini Pressley   | seit 3. Januar 2019                   | Demokrat              |

## 8. Sitz (seit 1789)
| Name                        | Amtszeit                           | Partei                |
| --------------------------- | ---------------------------------- | --------------------- |
| Jonathan Grout              | 4. März 1789 – 3. März 1791        | parteilos             |
| vakant                      | 4. März 1791 – 4. April 1791       |                       |
| George Thatcher             | 4. April 1791 – 3. März 1793       | parteilos             |
| Artemas Ward                | 4. März 1793 – 3. März 1795        | parteilos             |
| Fisher Ames                 | 4. März 1795 – 3. März 1797        | Föderalist            |
| Harrison Gray Otis          | 4. März 1797 – 3. März 1801        | Föderalist            |
| William Eustis              | 4. März 1801 – 3. März 1803        | Democratic Republican |
| Lemuel Williams             | 4. März 1803 – 3. März 1805        | Föderalist            |
| Isaiah Lewis Green          | 4. März 1805 – 3. März 1809        | Democratic Republican |
| Gideon Gardner              | 4. März 1809 – 3. März 1811        | Democratic Republican |
| Isaiah Lewis Green          | 4. März 1811 – 3. März 1813        | Democratic Republican |
| John Reed Jr.               | 4. März 1813 – 3. März 1815        | Föderalist            |
| William Baylies             | 4. März 1815 – 3. März 1817        | Föderalist            |
| Zabdiel Sampson             | 4. März 1817 – 26. Juli 1820       | Democratic Republican |
| vakant                      | 26. Juli 1820 – 24. November 1820  |                       |
| Aaron Hobart                | 24. November 1820 – 3. März 1823   | Democratic Republican |
| Samuel Lathrop              | 4. März 1823 – 3. März 1827        | Nationalrepublikaner  |
| Isaac Chapman Bates         | 4. März 1827 – 3. März 1835        | Nationalrepublikaner  |
| William Barron Calhoun      | 4. März 1835 – 3. März 1843        | Whig                  |
| John Quincy Adams           | 4. März 1843 – 23. Februar 1848    | Whig                  |
| vakant                      | 23. Februar 1848 – 3. April 1848   |                       |
| Horace Mann                 | 3. April 1848 – 3. März 1853       | Whig                  |
| Tappan Wentworth            | 4. März 1853 – 3. März 1855        | Whig                  |
| Chauncey Langdon Knapp      | 4. März 1855 – 3. März 1859        | American Party        |
| Charles Russell Train       | 4. März 1859 – 3. März 1863        | Republikaner          |
| John Denison Baldwin        | 4. März 1863 – 3. März 1869        | Republikaner          |
| George Frisbie Hoar         | 4. März 1869 – 3. März 1873        | Republikaner          |
| John McKeown Snow Williams  | 4. März 1873 – 3. März 1875        | Republikaner          |
| William Wirt Warren         | 4. März 1875 – 3. März 1877        | Demokrat              |
| William Claflin             | 4. März 1877 – 3. März 1881        | Republikaner          |
| John Wilson Candler         | 4. März 1881 – 3. März 1883        | Republikaner          |
| William Augustus Russell    | 4. März 1883 – 3. März 1885        | Republikaner          |
| Charles Herbert Allen       | 4. März 1885 – 3. März 1889        | Republikaner          |
| Frederic Thomas Greenhalge  | 4. März 1889 – 3. März 1891        | Republikaner          |
| Moses Tyler Stevens         | 4. März 1891 – 3. März 1893        | Demokrat              |
| Samuel Walker McCall        | 4. März 1893 – 3. März 1913        | Republikaner          |
| Frederick Simpson Deitrick  | 4. März 1913 – 3. März 1915        | Demokrat              |
| Frederick William Dallinger | 4. März 1915 – 3. März 1925        | Republikaner          |
| Harry Irving Thayer         | 4. März 1925 – 10. März 1926       | Republikaner          |
| vakant                      | 10. März 1926 – 2. November 1926   |                       |
| Frederick William Dallinger | 2. November 1926 – 1. Oktober 1932 | Republikaner          |
| vakant                      | 1. Oktober 1932 – 3. März 1933     |                       |
| Arthur Daniel Healey        | 4. März 1933 – 3. August 1942      | Demokrat              |
| vakant                      | 3. August 1942 – 3. Januar 1943    |                       |
| Angier Louis Goodwin        | 3. Januar 1943 – 3. Januar 1955    | Republikaner          |
| Torbert Hart Macdonald      | 3. Januar 1955 – 3. Januar 1963    | Demokrat              |
| Thomas Phillip O’Neill      | 3. Januar 1963 – 3. Januar 1987    | Demokrat              |
| Joseph Patrick Kennedy II   | 3. Januar 1987 – 3. Januar 1999    | Demokrat              |
| Michael Everett Capuano     | 3. Januar 1999 – 3. Januar 2013    | Demokrat              |
| Stephen Francis Lynch       | seit 3. Januar 2013                | Demokrat              |

## 9. Sitz (seit 1793)
| Name                     | Amtszeit                              | Partei                |
| ------------------------ | ------------------------------------- | --------------------- |
| Shearjashub Bourne       | 4. März 1793 – 3. März 1795           | parteilos             |
| Joseph Bradley Varnum    | 4. März 1795 – 3. März 1803           | Democratic Republican |
| Phanuel Bishop           | 4. März 1803 – 3. März 1807           | Democratic Republican |
| Josiah Dean              | 4. März 1807 – 3. März 1809           | Democratic Republican |
| Laban Wheaton            | 4. März 1809 – 3. März 1815           | Föderalist            |
| John Reed Jr.            | 4. März 1815 – 3. März 1817           | Föderalist            |
| Walter Folger            | 4. März 1817 – 3. März 1821           | Democratic Republican |
| John Reed Jr.            | 4. März 1821 – 3. März 1823           | Föderalist            |
| Henry Williams Dwight    | 4. März 1823 – 3. März 1831           | Nationalrepublikaner  |
| George Nixon Briggs      | 4. März 1831 – 3. März 1833           | Nationalrepublikaner  |
| William Jackson          | 4. März 1833 – 3. März 1837           | Anti-Masonic Party    |
| William Soden Hastings   | 4. März 1837 – 17. Juni 1842          | Whig                  |
| vakant                   | 17. Juni 1842 – 3. März 1843          |                       |
| Henry Williams           | 4. März 1843 – 3. März 1845           | Demokrat              |
| Artemas Hale             | 4. März 1845 – 3. März 1849           | Whig                  |
| Orin Fowler              | 4. März 1849 – 3. September 1852      | Whig                  |
| vakant                   | 3. September 1852 – 13. Dezember 1852 |                       |
| Edward Preble Little     | 13. Dezember 1852 – 3. März 1853      | Demokrat              |
| Alexander De Witt        | 4. März 1853 – 3. März 1857           | Free Soil Party       |
| Eli Thayer               | 4. März 1857 – 3. März 1861           | Republikaner          |
| Goldsmith Bailey         | 4. März 1861 – 8. Mai 1862            | Republikaner          |
| vakant                   | 8. Mai 1862 – 1. Dezember 1862        |                       |
| Amasa Walker             | 1. Dezember 1862 – 3. März 1863       | Republikaner          |
| William Barrett Washburn | 4. März 1863 – 5. Dezember 1871       | Republikaner          |
| vakant                   | 5. Dezember 1871 – 2. Januar 1872     |                       |
| Alvah Crocker            | 2. Januar 1872 – 3. März 1873         | Republikaner          |
| George Frisbie Hoar      | 4. März 1873 – 3. März 1877           | Republikaner          |
| William Whitney Rice     | 4. März 1877 – 3. März 1883           | Republikaner          |
| Theodore Lyman           | 4. März 1883 – 3. März 1885           | Unabhängiger          |
| Frederick David Ely      | 4. März 1885 – 3. März 1887           | Republikaner          |
| Edward Burnett           | 4. März 1887 – 3. März 1889           | Demokrat              |
| John Wilson Candler      | 4. März 1889 – 3. März 1891           | Republikaner          |
| George Fred Williams     | 4. März 1891 – 3. März 1893           | Demokrat              |
| Joseph Henry O’Neil      | 4. März 1893 – 3. März 1895           | Demokrat              |
| John Francis Fitzgerald  | 4. März 1895 – 3. März 1901           | Demokrat              |
| Joseph Aloysius Conry    | 4. März 1901 – 3. März 1903           | Demokrat              |
| John Austin Keliher      | 4. März 1903 – 3. März 1911           | Demokrat              |
| William Francis Murray   | 4. März 1911 – 3. März 1913           | Demokrat              |
| Ernest William Roberts   | 4. März 1913 – 3. März 1917           | Republikaner          |
| Alvan Tufts Fuller       | 4. März 1917 – 5. Januar 1921         | Republikaner          |
| vakant                   | 5. Januar 1921 – 3. März 1921         |                       |
| Charles Lee Underhill    | 4. März 1921 – 3. März 1933           | Republikaner          |
| Robert Luce              | 4. März 1933 – 3. Januar 1935         | Republikaner          |
| Richard Manning Russell  | 3. Januar 1935 – 3. Januar 1937       | Demokrat              |
| Robert Luce              | 3. Januar 1937 – 3. Januar 1941       | Republikaner          |
| Thomas Hopkinson Eliot   | 3. Januar 1941 – 3. Januar 1943       | Demokrat              |
| Charles Laceille Gifford | 3. Januar 1943 – 23. August 1947      | Republikaner          |
| vakant                   | 23. August 1947 – 18. November 1947   |                       |
| Donald William Nicholson | 18. November 1947 – 3. Januar 1959    | Republikaner          |
| Hastings Keith           | 3. Januar 1959 – 3. Januar 1963       | Republikaner          |
| John William McCormack   | 3. Januar 1963 – 3. Januar 1971       | Demokrat              |
| Louise Day Hicks         | 3. Januar 1971 – 3. Januar 1973       | Demokrat              |
| John Joseph Moakley      | 3. Januar 1973 – 28. Mai 2001         | Demokrat              |
| vakant                   | 28. Mai 2001 – 16. Oktober 2001       |                       |
| Stephen Francis Lynch    | 16. Oktober 2001 – 3. Januar 2013     | Demokrat              |
| William Richard Keating  | seit 3. Januar 2013                   | Demokrat              |

## 10. Sitz (1793–2013)
| Name                              | Amtszeit                            | Partei                |
| --------------------------------- | ----------------------------------- | --------------------- |
| Peleg Coffin                      | 4. März 1793 – 3. März 1795         | parteilos             |
| Benjamin Goodhue                  | 4. März 1795 – 11. Juni 1796        | Föderalist            |
| vakant                            | 11. Juni 1796 – 7. Dezember 1796    |                       |
| Samuel Sewall                     | 7. Dezember 1796 – 10. Januar 1800  | Föderalist            |
| vakant                            | 10. Januar 1800 – 25. November 1800 |                       |
| Nathan Read                       | 25. November 1800 – 3. März 1803    | Föderalist            |
| Seth Hastings                     | 4. März 1803 – 3. März 1807         | Föderalist            |
| Jabez Upham                       | 4. März 1807 – Mai 1810             | Föderalist            |
| vakant                            | Mai 1810 – 8. Oktober 1810          |                       |
| Joseph Allen                      | 8. Oktober 1810 – 3. März 1811      | Föderalist            |
| Elijah Brigham                    | 4. März 1811 – 3. März 1815         | Föderalist            |
| Laban Wheaton                     | 4. März 1815 – 3. März 1817         | Föderalist            |
| Marcus Morton                     | 4. März 1817 – 3. März 1821         | Democratic Republican |
| Francis Baylies                   | 4. März 1821 – 3. März 1823         | Föderalist            |
| vakant                            | 4. März 1823 – 13. Dezember 1823    |                       |
| John Bailey                       | 13. Dezember 1823 – 3. März 1831    | Nationalrepublikaner  |
| Henry Alexander Scammell Dearborn | 4. März 1831 – 3. März 1833         | Nationalrepublikaner  |
| William Baylies                   | 4. März 1833 – 3. März 1835         | Nationalrepublikaner  |
| Nathaniel Briggs Borden           | 4. März 1835 – 3. März 1839         | Demokrat              |
| Henry Williams                    | 4. März 1839 – 3. März 1841         | Demokrat              |
| Nathaniel Briggs Borden           | 4. März 1841 – 3. März 1843         | Whig                  |
| Barker Burnell                    | 4. März 1843 – 15. Juni 1843        | Whig                  |
| vakant                            | 15. Juni 1843 – 7. Dezember 1843    |                       |
| Joseph Grinnell                   | 7. Dezember 1843 – 3. März 1851     | Whig                  |
| Zeno Scudder                      | 4. März 1851 – 3. März 1853         | Whig                  |
| Edward Dickinson                  | 4. März 1853 – 3. März 1855         | Whig                  |
| Calvin Clifford Chaffee           | 4. März 1855 – 3. März 1859         | American Party        |
| Charles Delano                    | 4. März 1859 – 3. März 1863         | Republikaner          |
| Henry Laurens Dawes               | 4. März 1863 – 3. März 1873         | Republikaner          |
| Alvah Crocker                     | 4. März 1873 – 26. Dezember 1874    | Republikaner          |
| vakant                            | 26. Dezember 1874 – 27. Januar 1875 |                       |
| Charles Abbot Stevens             | 27. Januar 1875 – 3. März 1875      | Republikaner          |
| Julius Hawley Seelye              | 4. März 1875 – 3. März 1877         | Unabhängiger          |
| Amasa Norcross                    | 4. März 1877 – 3. März 1883         | Republikaner          |
| William Whitney Rice              | 4. März 1883 – 3. März 1887         | Republikaner          |
| John Edwards Russell              | 4. März 1887 – 3. März 1889         | Demokrat              |
| Joseph Henry Walker               | 4. März 1889 – 3. März 1893         | Republikaner          |
| Michael Joseph McEttrick          | 4. März 1893 – 3. März 1895         | Unabhängiger          |
| Harrison Henry Atwood             | 4. März 1895 – 3. März 1897         | Republikaner          |
| Samuel June Barrows               | 4. März 1897 – 3. März 1899         | Republikaner          |
| Henry Francis Naphen              | 4. März 1899 – 3. März 1903         | Demokrat              |
| William Sarsfield McNary          | 4. März 1903 – 3. März 1907         | Demokrat              |
| Joseph Francis O’Connell          | 4. März 1907 – 3. März 1911         | Demokrat              |
| James Michael Curley              | 4. März 1911 – 3. März 1913         | Demokrat              |
| William Francis Murray            | 4. März 1913 – 28. September 1914   | Demokrat              |
| vakant                            | 28. September 1914 – 3. März 1915   |                       |
| Peter Francis Tague               | 4. März 1915 – 3. März 1919         | Demokrat              |
| John Francis Fitzgerald           | 4. März 1919 – 23. Oktober 1919     | Demokrat              |
| Peter Francis Tague               | 23. Oktober 1919 – 3. März 1925     | Demokrat              |
| John Joseph Douglass              | 4. März 1925 – 3. März 1933         | Demokrat              |
| George Holden Tinkham             | 4. März 1933 – 3. Januar 1943       | Republikaner          |
| Christian Archibald Herter        | 3. Januar 1943 – 3. Januar 1953     | Republikaner          |
| Laurence Curtis                   | 3. Januar 1953 – 3. Januar 1963     | Republikaner          |
| Joseph William Martin             | 3. Januar 1963 – 3. Januar 1967     | Republikaner          |
| Margaret Mary Heckler             | 3. Januar 1967 – 3. Januar 1983     | Republikaner          |
| Gerry Eastman Studds              | 3. Januar 1983 – 3. Januar 1997     | Demokrat              |
| William D. Delahunt               | 3. Januar 1997 – 3. Januar 2011     | Demokrat              |
| William Richard Keating           | 3. Januar 2011 – 3. Januar 2013     | Demokrat              |

## 11. Sitz (1793–1843/1853–1863/1873–1993)
| Name                         | Amtszeit                               | Partei                |
| ---------------------------- | -------------------------------------- | --------------------- |
| Henry Dearborn               | 4. März 1793 – 3. März 1795            | parteilos             |
| Theophilus Bradbury          | 4. März 1795 – 24. Juli 1797           | Föderalist            |
| vakant                       | 24. Juli 1797 – 27. November 1797      |                       |
| Bailey Bartlett              | 27. November 1797 – 3. März 1801       | Föderalist            |
| Manasseh Cutler              | 4. März 1801 – 3. März 1803            | Föderalist            |
| William Stedman              | 4. März 1803 – 16. Juli 1810           | Föderalist            |
| vakant                       | 16. Juli 1810 – 8. Oktober 1810        |                       |
| Abijah Bigelow               | 8. Oktober 1810 – 3. März 1815         | Föderalist            |
| Elijah Brigham               | 4. März 1815 – 22. Februar 1816        | Föderalist            |
| vakant                       | 22. Februar 1816 – 2. Dezember 1816    |                       |
| Benjamin Adams               | 2. Dezember 1816 – 3. März 1821        | Föderalist            |
| Jonathan Russell             | 4. März 1821 – 3. März 1823            | Democratic Republican |
| Aaron Hobart                 | 4. März 1823 – 3. März 1827            | Democratic Republican |
| Joseph Richardson            | 4. März 1827 – 3. März 1831            | Nationalrepublikaner  |
| John Quincy Adams            | 4. März 1831 – 3. März 1833            | Nationalrepublikaner  |
| John Reed Jr.                | 4. März 1833 – 3. März 1841            | Nationalrepublikaner  |
| Barker Burnell               | 4. März 1841 – 3. März 1843            | Whig                  |
| John Zacheus Goodrich        | 4. März 1853 – 3. März 1855            | Whig                  |
| Mark Trafton                 | 4. März 1855 – 3. März 1857            | American Party        |
| Henry Laurens Dawes          | 4. März 1861 – 3. März 1863            | Republikaner          |
| Henry Laurens Dawes          | 4. März 1873 – 3. März 1875            | Republikaner          |
| Chester William Chapin       | 4. März 1875 – 3. März 1877            | Demokrat              |
| George Dexter Robinson       | 4. März 1877 – 3. März 1883            | Republikaner          |
| William Whiting II           | 4. März 1883 – 3. März 1889            | Republikaner          |
| Rodney Wallace               | 4. März 1889 – 3. März 1891            | Republikaner          |
| Frederick Spaulding Coolidge | 4. März 1891 – 3. März 1893            | Demokrat              |
| William Franklin Draper      | 4. März 1893 – 3. März 1897            | Republikaner          |
| Charles Franklin Sprague     | 4. März 1897 – 3. März 1901            | Republikaner          |
| Samuel Leland Powers         | 4. März 1901 – 3. März 1903            | Republikaner          |
| John Andrew Sullivan         | 4. März 1903 – 3. März 1907            | Demokrat              |
| Andrew James Peters          | 4. März 1907 – 15. August 1914         | Demokrat              |
| vakant                       | 15. August 1914 – 3. März 1915         |                       |
| George Holden Tinkham        | 4. März 1915 – 3. März 1933            | Republikaner          |
| John Joseph Douglass         | 4. März 1933 – 3. Januar 1935          | Demokrat              |
| John Patrick Higgins         | 3. Januar 1935 – 30. September 1937    | Demokrat              |
| vakant                       | 30. September 1937 – 14. Dezember 1937 |                       |
| Thomas Aloysius Flaherty     | 14. Dezember 1937 – 3. Januar 1943     | Demokrat              |
| James Michael Curley         | 3. Januar 1943 – 3. März 1947          | Demokrat              |
| John Fitzgerald Kennedy      | 3. Januar 1947 – 3. Januar 1953        | Demokrat              |
| Thomas Phillip O’Neill       | 3. Januar 1953 – 3. Januar 1963        | Demokrat              |
| James Anthony Burke          | 3. Januar 1963 – 3. Januar 1979        | Demokrat              |
| Brian Joseph Donnelly        | 3. Januar 1979 – 3. Januar 1993        | Demokrat              |

## 12. Sitz (1793–1843/1883–1983)
| Name                      | Amtszeit                              | Partei                |
| ------------------------- | ------------------------------------- | --------------------- |
| George Thatcher           | 4. März 1793 – 3. März 1795           | parteilos             |
| Henry Dearborn            | 4. März 1795 – 3. März 1797           | Democratic Republican |
| Isaac Parker              | 4. März 1797 – 3. März 1799           | Föderalist            |
| Silas Lee                 | 4. März 1799 – 20. August 1801        | Föderalist            |
| vakant                    | 20. August 1801 – 6. Dezember 1802    |                       |
| Samuel Thatcher           | 6. Dezember 1802 – 3. März 1803       | Föderalist            |
| Thomson Joseph Skinner    | 4. März 1803 – 10. August 1804        | Democratic Republican |
| vakant                    | 10. August 1804 – 5. November 1804    |                       |
| Simon Larned              | 5. November 1804 – 3. März 1805       | Democratic Republican |
| Barnabas Bidwell          | 4. März 1805 – 13. Juli 1807          | Democratic Republican |
| vakant                    | 13. Juli 1807 – 2. November 1807      |                       |
| Ezekiel Bacon             | 2. November 1807 – 3. März 1813       | Democratic Republican |
| Daniel Dewey              | 4. März 1813 – 24. Februar 1814       | Föderalist            |
| vakant                    | 24. Februar 1814 – 26. September 1814 |                       |
| John Whitefield Hulbert   | 26. September 1814 – 3. März 1815     | Föderalist            |
| Solomon Strong            | 4. März 1815 – 3. März 1819           | Föderalist            |
| Jonas Kendall             | 4. März 1819 – 3. März 1821           | Föderalist            |
| Lewis Bigelow             | 4. März 1821 – 3. März 1823           | Föderalist            |
| Francis Baylies           | 4. März 1823 – 3. März 1827           | Democratic Republican |
| James Leonard Hodges      | 4. März 1827 – 3. März 1833           | Nationalrepublikaner  |
| John Quincy Adams         | 4. März 1833 – 3. März 1843           | Anti-Masonic Party    |
| George Dexter Robinson    | 4. März 1883 – 7. Januar 1884         | Republikaner          |
| vakant                    | 7. Januar 1884 – 17. Januar 1884      |                       |
| Francis Williams Rockwell | 17. Januar 1884 – 3. März 1891        | Republikaner          |
| John Crawford Crosby      | 4. März 1891 – 3. März 1893           | Demokrat              |
| Elijah Adams Morse        | 4. März 1893 – 3. März 1897           | Republikaner          |
| William Croad Lovering    | 4. März 1897 – 3. März 1903           | Republikaner          |
| Samuel Leland Powers      | 4. März 1903 – 3. März 1905           | Republikaner          |
| John Wingate Weeks        | 4. März 1905 – 3. März 1913           | Republikaner          |
| James Michael Curley      | 4. März 1913 – 4. Februar 1914        | Demokrat              |
| vakant                    | 4. Februar 1914 – 7. April 1914       |                       |
| James Ambrose Gallivan    | 7. April 1914 – 3. April 1928         | Demokrat              |
| vakant                    | 3. April 1928 – 6. November 1928      |                       |
| John William McCormack    | 6. November 1928 – 3. Januar 1963     | Demokrat              |
| Hastings Keith            | 3. Januar 1963 – 3. Januar 1973       | Republikaner          |
| Gerry Eastman Studds      | 3. Januar 1973 – 3. Januar 1983       | Demokrat              |

## 13. Sitz (1793–1833/1893–1963)
| Name                          | Amtszeit                           | Partei                |
| ----------------------------- | ---------------------------------- | --------------------- |
| Peleg Wadsworth               | 4. März 1793 – 3. März 1803        | Föderalist            |
| Ebenezer Seaver               | 4. März 1803 – 3. März 1813        | Democratic Republican |
| Nathaniel Ruggles             | 4. März 1813 – 3. März 1819        | Föderalist            |
| Edward Dowse                  | 4. März 1819 – 26. Mai 1820        | Democratic Republican |
| vakant                        | 26. Mai 1820 – 21. August 1820     |                       |
| William Eustis                | 21. August 1820 – 3. März 1823     | Democratic Republican |
| John Reed Jr.                 | 4. März 1823 – 3. März 1833        | Nationalrepublikaner  |
| Charles Sturtevant Randall    | 4. März 1893 – 3. März 1895        | Republikaner          |
| John Simpkins                 | 4. März 1895 – 27. März 1898       | Republikaner          |
| vakant                        | 27. März 1898 – 31. Mai 1898       |                       |
| William Stedman Greene        | 31. Mai 1898 – 3. März 1913        | Republikaner          |
| John Wingate Weeks            | 4. März 1913                       | Republikaner          |
| vakant                        | 4. März 1913 – 15. April 1913      |                       |
| John Joseph Mitchell          | 15. April 1913 – 3. März 1915      | Demokrat              |
| William Henry Carter          | 4. März 1915 – 3. März 1919        | Republikaner          |
| Robert Luce                   | 4. März 1919 – 3. März 1933        | Republikaner          |
| Richard Bowditch Wigglesworth | 4. März 1933 – 13. November 1958   | Republikaner          |
| vakant                        | 13. November 1958 – 3. Januar 1959 |                       |
| James Anthony Burke           | 3. Januar 1959 – 3. Januar 1963    | Demokrat              |

## 14. Sitz (1793–1821/1903–1963)
| Name                          | Amtszeit                           | Partei                |
| ----------------------------- | ---------------------------------- | --------------------- |
| David Cobb                    | 4. März 1793 – 3. März 1795        | parteilos             |
| George Thatcher               | 4. März 1795 – 3. März 1801        | Föderalist            |
| vakant                        | 3. März 1801 – 7. Dezember 1801    |                       |
| Richard Cutts                 | 7. Dezember 1801 – 3. März 1813    | Democratic Republican |
| Cyrus King                    | 4. März 1813 – 3. März 1817        | Föderalist            |
| John Holmes                   | 4. März 1817 – 15. März 1820       | Democratic Republican |
| William Croad Lovering        | 4. März 1903 – 4. Februar 1910     | Republikaner          |
| vakant                        | 4. Februar 1910 – 22. März 1910    |                       |
| Eugene Noble Foss             | 22. März 1910 – 4. Januar 1911     | Demokrat              |
| vakant                        | 4. Januar 1911 – 3. März 1911      |                       |
| Robert Orr Harris             | 4. März 1911 – 3. März 1913        | Republikaner          |
| Edward Gilmore                | 4. März 1913 – 3. März 1915        | Demokrat              |
| Richard Olney                 | 4. März 1915 – 3. März 1921        | Demokrat              |
| Louis Adams Frothingham       | 4. März 1921 – 23. August 1928     | Republikaner          |
| vakant                        | 23. August 1928 – 6. November 1928 |                       |
| Richard Bowditch Wigglesworth | 6. November 1928 – 3. März 1933    | Republikaner          |
| Joseph William Martin         | 4. März 1933 – 3. Januar 1963      | Republikaner          |

## 15. Sitz (1803–1821/1913–1943)
| Name                     | Amtszeit                              | Partei                |
| ------------------------ | ------------------------------------- | --------------------- |
| Peleg Wadsworth          | 4. März 1803 – 3. März 1807           | Föderalist            |
| Daniel Ilsley            | 4. März 1807 – 3. März 1809           | Democratic Republican |
| Ezekiel Whitman          | 4. März 1809 – 3. März 1811           | Föderalist            |
| William Widgery          | 4. März 1811 – 3. März 1813           | Democratic Republican |
| George Bradbury          | 4. März 1813 – 3. März 1817           | Föderalist            |
| Ezekiel Whitman          | 4. März 1817 – 3. März 1821           | Föderalist            |
| William Stedman Greene   | 4. März 1913 – 22. September 1924     | Republikaner          |
| vakant                   | 22. September 1924 – 4. November 1924 |                       |
| Robert Milton Leach      | 4. November 1924 – 3. März 1925       | Republikaner          |
| Joseph William Martin    | 4. März 1925 – 3. März 1933           | Republikaner          |
| Charles Laceille Gifford | 4. März 1933 – 3. Januar 1943         | Republikaner          |

## 16. Sitz (1803–1821/1913–1933)
| Name                     | Amtszeit                          | Partei                |
| ------------------------ | --------------------------------- | --------------------- |
| Samuel Thatcher          | 4. März 1803 – 3. März 1805       | Föderalist            |
| Orchard Cook             | 4. März 1805 – 3. März 1811       | Democratic Republican |
| Peleg Tallman            | 4. März 1811 – 3. März 1813       | Democratic Republican |
| Samuel Davis             | 4. März 1813 – 3. März 1815       | Föderalist            |
| Benjamin Brown           | 4. März 1815 – 3. März 1817       | Föderalist            |
| Benjamin Orr             | 4. März 1817 – 3. März 1819       | Föderalist            |
| Mark Langdon Hill        | 4. März 1819 – 3. März 1821       | Democratic Republican |
| Thomas Chandler Thacher  | 4. März 1913 – 3. März 1915       | Demokrat              |
| Joseph Walsh             | 4. März 1915 – 2. August 1922     | Republikaner          |
| vakant                   | 2. August 1922 – 7. November 1922 |                       |
| Charles Laceille Gifford | 7. November 1922 – 3. März 1933   | Republikaner          |

## 17. Sitz (1803–1821)
| Name              | Amtszeit                                            | Partei                | Lebensdaten                          |
| ----------------- | --------------------------------------------------- | --------------------- | ------------------------------------ |
| Phineas Bruce     | - (gewählt aber krankheitsbedingt nicht angetreten) | Föderalist            | 7. Juni 1762 – 4. Oktober 1809       |
| vakant            | 4. März 1803 – 3. März 1805                         |                       |                                      |
| John Chandler     | 4. März 1805 – 3. März 1809                         | Democratic Republican | 1. Februar 1762 – 25. September 1841 |
| Barzillai Gannett | 4. März 1809 – 1812                                 | Democratic Republican | 17. Juni 1764 – 1832                 |
| vakant            | 1812 – 6. April 1812                                |                       |                                      |
| Francis Carr      | 6. April 1812 – 3. März 1813                        | Democratic Republican | 6. Dezember 1751 – 6. Oktober 1821   |
| Abiel Wood        | 4. März 1813 – 3. März 1815                         | Democratic Republican | 22. Juli 1772 – 26. Oktober 1834     |
| James Carr        | 4. März 1815 – 3. März 1817                         | Föderalist            | 10. Januar 1777 – 24. August 1818    |
| John Wilson       | 4. März 1817 – 3. März 1819                         | Föderalist            | 10. Januar 1777 – 9. August 1848     |
| Martin Kinsley    | 4. März 1819 – 3. März 1821                         | Democratic Republican | 2. Juni 1754 – 20. Juni 1835         |

## 18. Sitz (1813–1821)
| Name         | Amtszeit                    | Partei                | Lebensdaten                      |
| ------------ | --------------------------- | --------------------- | -------------------------------- |
| John Wilson  | 4. März 1813 – 3. März 1815 | Föderalist            | 10. Januar 1777 – 9. August 1848 |
| Thomas Rice  | 4. März 1815 – 3. März 1819 | Föderalist            | 30. März 1768 – 25. August 1854  |
| James Parker | 4. März 1819 – 3. März 1821 | Democratic Republican | 1768 – 9. November 1837          |

## 19. Sitz (1813–1821)
| Name                  | Amtszeit                    | Partei                | Lebensdaten                      |
| --------------------- | --------------------------- | --------------------- | -------------------------------- |
| James Parker          | 4. März 1813 – 3. März 1815 | Democratic Republican | 1768 – 9. November 1837          |
| Samuel Shepard Conner | 4. März 1815 – 3. März 1817 | Democratic Republican | um 1783 – 17. Dezember 1820      |
| Joshua Gage           | 4. März 1817 – 3. März 1819 | Democratic Republican | 7. August 1763 – 24. Januar 1831 |
| Joshua Cushman        | 4. März 1819 – 3. März 1821 | Democratic Republican | 1. April 1761 – 27. Januar 1834  |

## 20. Sitz (1813–1821)
| Name                | Amtszeit                           | Partei                | Lebensdaten                          |
| ------------------- | ---------------------------------- | --------------------- | ------------------------------------ |
| Levi Hubbard        | 4. März 1813 – 3. März 1815        | Democratic Republican | 19. Dezember 1762 – 18. Februar 1836 |
| Albion Keith Parris | 4. März 1815 – 3. Februar 1818     | Democratic Republican | 19. Januar 1788 – 11. Februar 1857   |
| vakant              | 3. Februar 1818 – 4. November 1818 |                       |                                      |
| Enoch Lincoln       | 4. November 1818 – 3. März 1821    | Democratic Republican | 28. Dezember 1788 – 8. Oktober 1829  |